# 촙리프터
《찹리프터》(영어: Choplifter)는 댄 골린이 개발하고 브로드번스가 배급한 진행형 슈팅 게임이다. 애플 II로 처음 발매됐다. 플레이어가 헬리콥터를 조종해 적의 군대를 격퇴하고 인질을 구출해 귀환하는 것이 목표이다. 헬기에는 한 번에 최대 16명까지 태울 수 있으며 총 64명의 인질을 구출해야 한다.
1982년에 아타리 8비트 제품군으로 시작해 VIC-20, 코모도어 64, 아타리 5200, 콜레코비전, MSX 및 톰슨 컴퓨터로 이식됐다. 1985년에 세가가 제작한 아케이드 리메이크가 출시되었으며 이를 기반으로 세가 마스터 시스템과 패밀리 컴퓨터로 이식되었다. 1988년에 그래픽 강화판이 아타리 8비트 제품군과 아타리 7800로 발매되었다.

## 게임플레이
《촙리프터》의 게임은 적들을 섬멸하면서 인질을 구출하는 헬리콥터 게임인만큼 적들을 소탕할 수 있는 유도탄(미사일)키와 적들을 소탕했을 때 남아있는 동료 인질을 재빨리 구출할 수 있는 사다리키가 정밀하고 명확하게 따로 구분이 되어 있다. 적들을 섬멸하고 인질들을 모두 안전히 구출하면 스테이지가 완료되며 도표 보기를 통해 섬멸해야 하는 적의 숫자와 구조하여 구원해야 하는 인질들의 숫자가 정확히 통계와 도표로 나타난다. 최대한 적들의 공격을 회피하면서 인질을 가능하면 빠르게 속전속결로 구출하는 것이 《촙리프터》의 주된 목표다.

### 스테이지
《촙리프터》의 게임은 다음과 같이 있다. 총 4개의 스테이지가 있다.
- . 성지(城地)와 사막의 스테이지:초프리프터를 시작할 때에 가장 먼저 하게 되는 스테이지로 성지(城地)와 사막으로 이루어진 배경을 주로 담은 스테이지이다.

- . 도시의 스테이지:초프리프터의 2번째 스테이지로 도시를 배경으로 만들어진 스테이지이다.

- . 밀림과 숲속의 스테이지:초프리프터의 3번째 스테이지로 밀림과 숲속을 배경으로 만들어진 스테이지이다.

- . 군함선에서의 스테이지:초프리프터의 4번째 스테이지로 바다의 군함선을 배경으로 만들어진 스테이지이다. 공식적으론 초프리프터의 가장 마지막 스테이지이다.

### 상황 도표,도구,장소들
초프리프터의 게임은 다음과 같은 상황 도표를 플레이어에 보여준다. 또한 플레이어가 쓸수있는 도구와 장소들도 이문단에서 같이 설명한다.
- . FUEL[풀],내구성,에너지,헬리콥터의 체력상태표:플레이어가 조종하는 헬리콥터의 내구성을 나타낸다. 즉 현상황에 플레이어의 헬리콥터에 남겨져 있는 에너지,체력상태표를 나타낸다. 적에게 공격당하면 깍이며 전부 떨어지면 플레이어의 헬리콥터는 추락해서 대파되고 헬리콥터의 진기로 목숨값인 플레이어수가 감소하게 된다. 적에게 최대한 공격을 당하지 않는 것이 중요하며 스테이지를 완료하면 다시 원상태의 충만한 내구성 상태로 회복된다.

- . 유도탄(미사일):플레이어가 조종하는 헬기에서 쓸수있는 유도탄(미사일)을 나타낸다. 적을 처치할 때 내가 쓸수있는 미사일을 볼 수 있으니 참고하는 것이 좋으며 미사일이 떨어지면 원래의 플레이어가 출발했던 아군 숙소에서 다시 충원하거나 충당하는 것이 가능하니 유도탄(미사일)이 떨어지면 아군 숙소로 돌아와 보충하는 것이 좋다. 게임 도중에 나오는 아이템을 획득하는 것을 통해 유도탄(미사일)을 상향조절하는 것도 가능하다.

- . 적의 숫자:현재 스테이지에서 남아있는 적의 숫자를 나타낸다. 적을 처치할 때마다 한명씩 숫자가 줄어듬과 동시에 플레이어의 점수가 오른다. 이 적을 모두 퇴치했을 때 다음 스테이지로 넘어가게 된다.

- . 인질 숫자:현재 스테이지에서 남아있는 구출 해야 될 동료 인질 숫자를 나타낸다. 인질을 구출 할 때마다 숫자가 줄어듬과 동시에 점수가 오르며 적들을 섬멸하면서 동료 인질들도 모두 무사히 구출하면 다음 스테이지로 넘어간다.

- . 아군 숙소:플레이어가 가장 먼저 게임의 스테이지를 펼칠때 나타나는 장소이다. 플레이어 헬리콥터의 출발지가 되며 여기서 유도탄(미사일)을 보충하거나 동료 인질을 구출하면 인질들은 이 숙소로 돌아와서 무사히 귀환하게 된다.

- . 아이템:플레이어가 중간에 얻을 수 있는 아이템들은 스테이지를 플레이 할 때 가끔씩 나온다. 아이템들은 유용한 것이 많으니 가능하면 획득해주는 것이 좋다.

- . 사다리:플레이어의 헬리콥터에 장착된 장비로 이 장비를 통해 붙잡힌 동료 인질을 적으로부터 구출하는 것이 가능하며 구조를 애타게 기다리며 손을 흔드는 동료에게 사다리를 내밀면 동료 인질은 재빨리 사다리에 올라타 플레이어의 헬리콥터에 탑승하며 이후 플레이어의 헬리콥터를 무사히 아군 숙소로 착륙시키면 구출된 동료 인질들은 기쁨의 도가니로 무사히 아군 숙소로 돌아와 귀환된다.

- . 헬리콥터의 진기:현재 플레이어 헬리콥터의 목숨수인 플레이어수를 나타낸다. 적으로부터 공격을 당해 헬기의 내구성이 전부 떨어지면 추락 해서 대파 되는 플레이어의 헬리콥터에 모습과 함께 헬리콥터의 진기가 1개가 소모되어 감소한다. 이것이 전부 소진되면 자동으로 게임이 종료되며 점수를 많이 획득하거나 아이템획득을 통해 플레이어 헬리콥터의 목숨수이자 플레이어수인 헬리콥터 진기를 더 늘려 증가시킬수 있다.

- . HI-SCORE(하이-스코어):현재까지 플레이어가 가장 많이 얻은 점수를 도표로 나타낸것이다.

- . SCORE(스코어):현재까지 플레이어가 얻은 점수를 나타낸다. 적을 섬멸 하거나 인질을 구출 할 때마다 올라가며 아이템을 얻는것으로도 올라간다. 점수를 많이 획득하면 헬리콥터의 목숨수인 플레이어수도 1개를 더 늘려준다.

## 반응
1982년 5월에 처음 발매된 후 6월까지의 판매량은 9000장으로 〈컴퓨터 게이밍 월드〉의 최다판매 순위권에 등극했다.